# Hugo Schrader
Hugo Friedrich Schrader (26 de julio de 1902 - 22 de febrero de 1993) fue un actor de voz y actor teatral y cinematográfico de nacionalidad alemana.

## Biografía
Nacido en Fráncfort del Meno, Alemania, Schrader empezó su carrera artística en 1925 como actor teatral en Munich, actuando en el Staatstheater am Gärtnerplatz y en el Teatro de Cámara de Múnich, entre otros locales. Sin embargo, en 1933 se trasladó a Berlín, ciudad en la que hasta su vejez trabajó para diversos teatros. 
En 1930 debutó en el cine con la comedia Wie werde ich reich und glücklich, dirigida por Paul Hörbiger. En su carrera, de más de cincuenta años de duración, a menudo encarnó personajes de hombres algo torpes y tímidos. Junto a Hans Söhnker actuó en el film de Helmut Käutner Frau nach Maß, fue primer protagonista de Hochzeit am Wolfgangssee, actuó con Theo Lingen en Ein Mädel wirbelt durch die Welt, con Dolly Haas en Warum lügt Fräulein Käthe?, con Willi Forst y Curd Jürgens en Königswalzer, y actuó en el drama dirigido por Alfred Vohrer Bis dass das Geld Euch scheidet…, así como en la película Stern ohne Himmel, escrita por Leonie Ossowski.
Desde finales de los años 1950, Schrader también actuó en producciones televisivas, como fue el caso de Jeder stirbt für sich allein (dirigida por Falk Harnack a partir de la novela de Hans Fallada), Das ausgefüllte Leben des Alexander Dubronski (de Thomas Fantl, interpretada junto a Horst Bollmann) y Einladung zur Enthauptung (a partir de una obra de Vladimir Nabokov). Uno de sus últimos grandes papeles fue el de „Paulchen Rettig“ en la serie producida por la ARD Drei Damen vom Grill. 
Desde 1947 a 1984 Schrader fue también ampliamente conocido como actor de doblaje, prestando su voz a estrellas internacionales como Hume Cronyn (El día de los tramposos), Louis de Funès (Das Gesetz der Straße, Zwei Mann, ein Schwein und die Nacht von Paris), Dustin Hoffman (Pequeño gran hombre), Peter Lorre (Der grauenvolle Mr. X, Ruhe sanft GmbH), Burgess Meredith (Die Rose von Tokio) y John Mills (Das Ende einer Affäre). Además dio voz a Asurancetúrix en la adaptación al alemán de Astérix el Galo, y a Yoda en Star Wars: Episode V - The Empire Strikes Back y Star Wars: Episode VI - Return of the Jedi.
Hugo Schrader falleció en Berlín, Alemania, en 1993.

## Filmografía (selección)
- 1930: Wie werde ich reich und glücklich
- 1940: Frau nach Maß
- 1933: Hochzeit am Wolfgangssee
- 1934: Ein Mädel wirbelt durch die Welt
- 1935: Warum lügt Fräulein Käthe?
- 1935: Königswalzer
- 1958: Viel Lärm um nichts
- 1960: Bis dass das Geld Euch scheidet…
- 1962: Jeder stirbt für sich allein
- 1967: Das ausgefüllte Leben des Alexander Dubronski
- 1973: Einladung zur Enthauptung
- 1977: Drei Damen vom Grill
- 1980: Stern ohne Himmel